# Hawker 4000

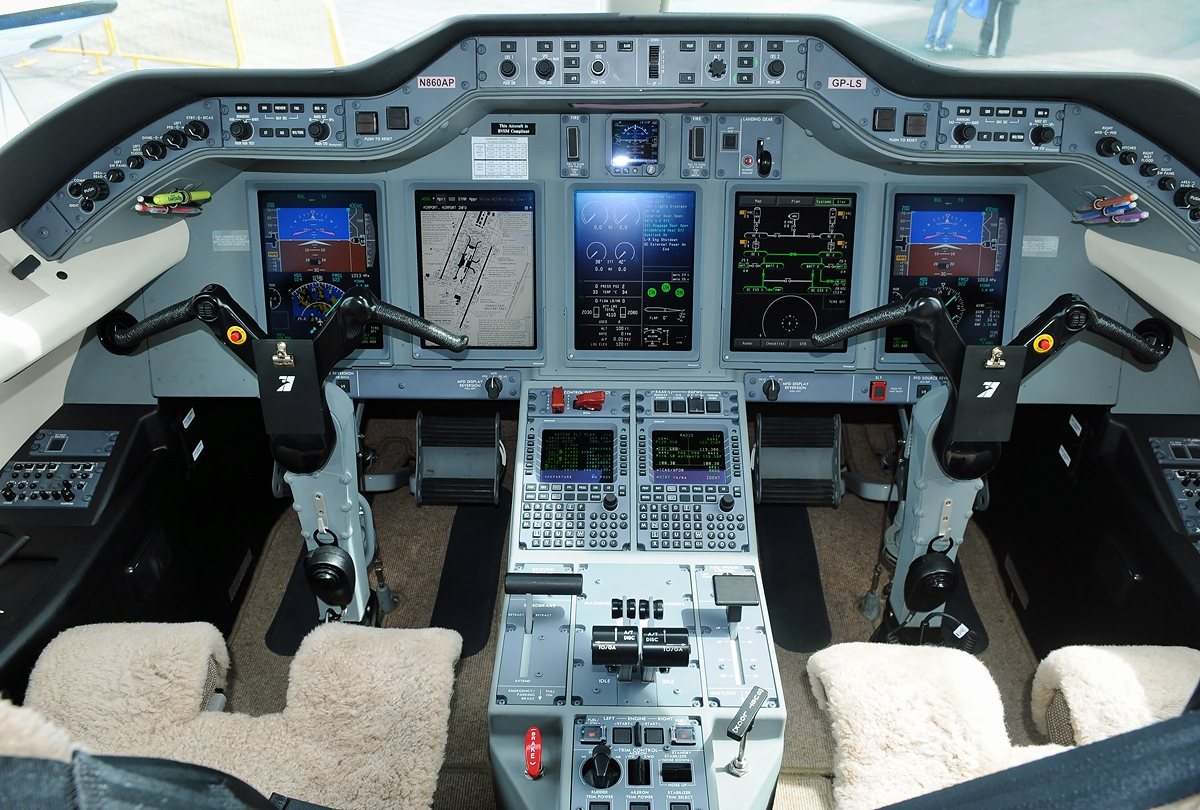
Cockpit

Die Hawker 4000, ursprünglich Hawker Horizon, ist ein zweistrahliges Geschäftsreiseflugzeug des US-amerikanischen Herstellers Hawker Beechcraft (ehemals Raytheon Aircraft).

## Geschichte
Die Hawker 4000 wurde 1996 als Hawker Horizon angekündigt. Der Erstflug fand allerdings erst am 11. August 2001 statt. Die Zulassung durch die FAA erfolgte am 21. November 2006. Da jedoch keine Auslieferung der Maschine erfolgte, verfiel diese temporäre Zulassung und erst am 12. Juni 2008 erhielt die Maschine dann ihre Produktionszulassung durch die FAA. Bereits am 2. Dezember 2005 bestellte NetJets fünfzig Maschinen, im März 2007 lagen mehr als 130 Bestellungen vor. Am 18. Juni 2008 wurde dann die erste Maschine ausgeliefert. Am 3. Mai 2010 folgte die Zulassung der europäischen Zulassungsbehörde EASA. Der Neupreis beträgt rund 23 Mio. US-Dollar.
Im Zuge der Insolvenz von Hawker Beechcraft und der anschließenden Übernahme durch Textron wurde die Produktion eingestellt.
Die Hawker 4000 bietet Platz für bis zu vierzehn Passagiere, die Kabine wird aber üblicherweise mit acht Sitzen ausgestattet. Der Rumpf besteht teilweise aus Verbundwerkstoffen, wodurch Reichweite und Flughöhe gegenüber konventionellen Flugzeugen aus Aluminium gesteigert werden konnten. Als Cockpit-Avionik wurde ein Honeywell Primus Epic einschließlich FADEC-System ausgewählt.

## Technische Daten
| Kenngröße             | Daten                                                    |
| --------------------- | -------------------------------------------------------- |
| Besatzung             | 2                                                        |
| Passagiere            | 8–14                                                     |
| Länge                 | 21,18 m                                                  |
| Spannweite            | 18,82 m                                                  |
| Höhe                  | 6,02 m                                                   |
| Nutzgewicht           | 7350 kg                                                  |
| Leergewicht           | 10.340 kg                                                |
| Startgewicht          | 17.920 kg                                                |
| Reisegeschwindigkeit  | 870 km/h                                                 |
| Höchstgeschwindigkeit | 893 km/h                                                 |
| Dienstgipfelhöhe      | 13.720 m                                                 |
| Steiggeschwindigkeit  | in 19 Minuten auf 12.500 Meter (41.000 Fuß)              |
| Reichweite            | 6075 km (mit vier Passagieren)                           |
| Triebwerke            | zwei Mantelstromtriebwerke Pratt & Whitney Canada PW308A |